# 梅斯波因特 (紐約州)
梅斯波因特（英語：Mays Point）是位於美國紐約州塞尼卡縣的非建制地區。

## 地理
梅斯波因特所處的海拔為高於海平面116米（即381英呎），而該地所採用的時區為UTC-5，即北美东部时区（EST）。同時該地設有夏令時間，為UTC-5調快一小時，即UTC-4（EDT）。